# Ancara punctiplaga
Ancara punctiplaga är en fjärilsart som beskrevs av Walker 1862. Ancara punctiplaga ingår i släktet Ancara och familjen nattflyn. Inga underarter finns listade i Catalogue of Life.